# Barrotita
La barrotita és un mineral de la classe dels sulfats.

## Característiques
La barrotita és un sulfat de fórmula química Cu9Al(HSiO₄)₂[(SO₄)(HAsO₄)0.5](OH)₁₂·8H₂O. Cristal·litza en el sistema trigonal. És un mineral relacionat amb la calcofil·lita.

## Formació i jaciments
Va ser descobert a les mines de Roua, al municipi francès de Daluèis, situat al departament dels Alps Marítims i a la regió de Provença – Alps – Costa Blava. Es tracta de l'únic indret de tot el planeta on ha estat descrita aquesta espècie mineral.